# مهدی ماهانی
مهدی ماهانی (زاده ۲۶ اردیبهشت ۱۳۶۲ در تهران) بازیگر سینما و تلویزیون اهل ایران است. او در کنار بازیگری، به فعالیت حرفه‌ای در زمینه پرورش اندام (شاخه فیتنس) نیز مشغول است.
او سابقه گلزنی در دربی هنرمندان را دارد.

## فیلم‌شناسی
- ستایش (فیلم ۱۳۸۵) (محمدرضا رحمانی ۱۳۸۵)
- چهار انگشتی (سعید سهیلی ۱۳۸۵)
- خیابان بیست و چهارم (سعیداسدی ۱۳۸۷)
- انتهای خیابان هشتم (علیرضا امینی ۱۳۸۹)
- کیش و مات (جمشید حیدری ۱۳۸۹)
- بچه‌های لواسون (احمد توکلی ۱۳۹۱)
- هیس! دخترها فریاد نمی‌زنند (پوران درخشنده ۱۳۹۲)
- بی خوابی
- اکاردئون (علی رضا امینی۱۳۹۵)
- گشت ۲ (سعید سهیلی ۱۳۹۶)
- طاقباز (شهرام اسدزاده۱۳۹۶)

### مجموعه تلویزیونی
1. فرار بزرگ (مجموعه تلویزیونی) (محمد حسین لطیفی۱۳۸۳)
2. دلنوازان(۱۳۸۸)
3. آقا و خانم سنگی(۱۳۹۴)
4. آرام می‌گیریم (روح‌الله سهرابی ۱۳۹۵)
5. بی همگان (بهرنگ توفیقی-اصغر هاشمی ۱۴۰۱)

### شبکه خانگی
1. آسپرین (فرهاد نجفی) - ۹۵ - ۱۳۹۴ - در نقش سلیم